# John Drury-Lowe
Le major John Drury Boteler Drury-Lowe, né le 16 octobre 1905 et mort le 1er juin 1960, est un aristocrate anglais qui fit partie des Bright Young Things dans les années  1920.

## Biographie
John Drury Boteler Drury-Lowe naît le 16 octobre 1905, fils de John Alfred Edwin Drury-Lowe, High Sheriff du Derbyshire, et Dorothy Drury-Lowe.
Il suit ses études à Eton puis à Oxford. À Eton, il est condisciple de Bryan Guinness (2e baron Moyne), Harold Acton, Michael Parsons (6e comte de Rosse), Henry Yorke, Robert Byron, Brian Howard. À Oxford, Drury-Lowe fait partie du Railway Club qui comprenait : Henry Yorke, Roy Harrod, Henry Thynne (6e marquis de Bath), David Plunket Greene, Edward Henry Charles James Fox-Strangways (7e comte d'Ilchester), Brian Howard, Michael Parsons (6e comte de Rosse), John Sutro, Hugh Lygon, Harold Acton, Bryan Guinness (2e baron Moyne), Patrick Balfour (3e baron Kinross), Mark Ogilvie-Grant et John Drury-Lowe.
Ce fut l'un des étudiants les plus populaires d'Oxford et plus tard il fit une carrière distinguée d'officier dans l'armée.
En 1930, John Drury-Lowe épouse Rosemary Marguerite Hope-Vere, fille du lt.-col. James Charles Hope-Vere de Craigie Hall. Ils ont un fils, Patrick John Boteler Drury-Lowe (1931-1993).
En 1936, il épouse Penelope Mary Packe, fille d'Edward Packe, et ajoute le nom de  Packe au sien. Ils ont un fils, Simon Jasper Packe-Drury-Lowe (né en 1938). Par ce mariage, Prestwold Hall passa à la famille Drury-Lowe et Simon Jasper Packe-Drury-Low, hérita du manoir et du domaine plus tard.